# Jean-Marie Ingrand (Musiker)
Jean-Marie Ingrand (* 1934) ist ein französischer Jazzmusiker (Kontrabass).

## Leben und Wirken
Jean-Marie Ingrand begann seine Karriere in der Pariser Szene des Modern Jazz der frühen 1950er-Jahre; 1953 war er bei Plattenaufnahmen von Jean Pierre Sasson bzw. von Gigi Gryce mit dem Henri Renaud Quintett beteiligt. 1954 begleitete er mit  Jean-Louis Viale den Pianisten Thelonious Monk bei Radioaufnahmen aus dem Salle Pleyel, die von Joachim-Ernst Berendt produziert wurden. Ab Mitte der 1950er arbeitete er in Paris u. a. mit Bernard Peiffer, Jimmy Raney, Martial Solal, The Herdsmen Claude Bolling, Fats Sadi, Frank Foster, Roy Haynes, Hubert Fol, René Thomas und  Michel Attenoux. 1959 tourte er mit Sidney Bechet, im folgenden Jahr spielte er mit Lester Young bei dessen letzten Paris-Besuch („There Will Never Be Another You“), außerdem mit Stan Getz und 1960 im Orgeltrio von Lou Bennett (Amen, RCA) sowie im Trio von Bud Powell mit Kenny Clarke („I Want to Be Happy“). Im Bereich des Jazz war er zwischen 1953 und 1969 an 37 Aufnahmesessions beteiligt, zuletzt mit  Francois Guin et Les Swingers + The Four Bones.